# جيمس أ. ستيوارت
جيمس أ. ستيوارت (بالإنجليزية: James A. Stewart)‏ هو عسكري أمريكي، ولد في 14 يوليو 1838 في فيلادلفيا في الولايات المتحدة، وتوفي بنفس المكان في 1884.